# Hypolepis bogotensis
Hypolepis bogotensis là một loài thực vật có mạch trong họ Dennstaedtiaceae. Loài này được H. Karst. miêu tả khoa học đầu tiên năm 1865.